# Raíza Costa
Raíza Costa é uma showrunner, diretora de arte, video maker, chefe de confeitaria e apresentadora brasileira radicada em Nova York. É bacharel em Artes Visuais pelo Centro Universitário Belas Artes e frequentou o The French Culinary Institute of New York. Em 2010, iniciou o primeiro canal do Youtube dedicado exclusivamente a confeitaria, o Dulce Delight, dando início a sua carreira como confeiteira e diretora de arte.

## Biografia
Raíza nasceu na capital paulista dia 12 de junho de 1987. Começou a fazer receitas doces ainda criança para agradar seu pai, já que sua mãe não costumava cozinhar e era adepta da alimentação vegetariana e saudável.
Interessada pelo campo das artes e do design, Raíza formou-se bacharel em Artes Visuais pelo Centro Universitário Belas Artes. Mudou-se para Nova York em 2008, depois que seu marido, Vinicius Costa, recebeu uma proposta de trabalho. Enquanto Raíza ainda trabalhava em uma galeria de arte em Nova York, decidiu fazer aulas de gastronomia, uma de suas grandes paixões. Frequentou o Instituto de Culinária Francesa de Nova York, e a partir desta experiência em 2010, Raíza deu início ao primeiro canal no Youtube dedicado exclusivamente a confeitaria. O "Dulce Delight" surgiu com o objetivo de mostrar passo a passo receitas de todos os níveis de dificuldade, desmistificando a confeitaria para o grande público.  O canal está atualmente com mais de 982 mil inscritos e acumula mais de 90 milhões de visualizações.
Seguindo os apelos dos comentários recebidos em seu canal, em 2012, Raíza decidiu participar do reality show Master Chef, exibido pela TV Fox nos Estados Unidos. Na ocasião, Raíza ficou conhecida por ser a brasileira que arrancou elogios do exigente chef britânico Gordon Ramsay, ao apresentar a sobremesa pudim de chocolate com recheio de trufa de framboesa.
Devido ao crescimento de seu canal no Youtube, Raíza foi convidada pelo GNT, cana da televisão brasileira, para apresentar um programa de confeitaria. O primeiro episódio de "Rainha da Cocada" foi exibido no final de 2015. A primeira temporada teve um total de 20 episódios. O seriado alcançou sucesso nacional e, segundo o site da Globo Play,  está atualmente em sua quinta temporada. Devido ao sucesso de "Rainha da Cocada", Raíza lançou também no canal GNT o programa "Doce Califórnia", no qual ela viajava pela Califórnia em um trailer, em busca das fazendas que produzem os melhores ingredientes orgânicos dos Estados Unidos e produz receitas a partir destes ingredientes.Estes programas foram feitos pela produtora "Dulce Delight" criada por Raíza depois do convite do canal GNT.
Em 2017, Raíza estrelou no canal Food Network da TV estadunidense a série "The Sweet Side of Life". Os episódios mostram a chef viajando em seu trailer por fazendas de Los Angeles até São Francisco em busca de ingredientes orgânicos para suas receitas. 
Também em 2017, Raíza lançou o livro de receitas "Confeitaria Escalafobética: sobremesas explicadas Tim-Tim por Tim-Tim", pela Editora Senac. O livro tem 378 páginas com dezenas de receitas. A chefe e artista resume a confeitaria como "uma escultura comestível. É arte que se come, ou seja, o melhor tipo de arte". Pelo seu visual, o livro ficou entre um dos finalistas do Prêmio Jabuti na categoria Projeto Gráfico de 2018.

Em 2022, Raíza lançou em parceria com a loja Tok & Stok uma linha de utensílios de cozinha e móveis com o título "A Cozinha Encantada de Raíza Costa". Os objetos seguem o padrão de estilo "escalafobético" das produções da artista.

## Vida pessoal
Raíza é casada com o artista e diretor de arte Vinicius Costa. Em 2021, o casal revelou o nascimento de seu primeiro filho Jazz Costa.

## Publicações
● Livro "Confeitaria Escalafobética: sobremesas explicadas Tim-Tim por Tim-Tim", 2017, Editora Senac.

## Prêmios
- "Influenciadores Digitais" 2021: categoria "Gastronomia - voto popular".[13]

- "Gourmand World Cookbook Awards" 2018: livro Confeitaria Escalafobética vencedor como o melhor livro de confeitaria do Brasil.[14]

- "Taste Awards" 2016: categoria "Best Foreign Language Program" para o programa Dulce Delight produzido para a TV Globo.[15]

## Ligações Externas
Site Dulce Delight